# Aleksandr Gołubiew
Aleksandr Wiaczesławowicz Gołubiew (ros. Александр Вячеславович Голубев, ur. 19 maja 1972 w Karawajewie) – rosyjski łyżwiarz szybki, mistrz olimpijski.

## Kariera
Największy sukces Aleksandr Gołubiew osiągnął w 1994 roku, kiedy podczas igrzysk olimpijskich w Lillehammer zwyciężył na dystansie 500 m, pokonując swojego rodaka Siergieja Klewczenię oraz Japończyka Manabu Horii. Był to jego jedyny medal zdobyty na międzynarodowych zawodach tej rangi. Na tym samym dystansie był też siódmy na rozgrywanych dwa lata wcześniej igrzyskach w Albertville oraz dwudziesty na igrzyskach olimpijskich w Nagano w 1998 roku.